# Christmas Party
"Christmas Party" é o décimo episódio da segunda temporada da série de televisão estadunidense The Office, o décimo sexto no geral. Foi escrito por Michael Schur, dirigido por Charles McDougall e transmitido pela primeira vez em 6 de dezembro de 2005 pela NBC. A exibição é estrelada por David Koechner como Todd Packer.
A série retrata a vida cotidiana dos funcionários na filial da empresa de papel Dunder Mifflin em Scranton. Neste episódio, o escritório dá uma festa de Natal e brinca de amigo secreto. Jim Halpert (John Krasinski), tendo se esforçado para criar um presente perfeito para Pam Beesly (Jenna Fischer), fica frustrado quando Michael Scott (Steve Carell) faz todos jogarem amigo oculto pirata. Um iPod comprado pelo gerente se torna o objeto de desejo da brincadeira.
O episódio recebeu avaliações positivas dos críticos de televisão e foi indicado a dois prêmios Primetime Emmy, nas categorias Melhor Edição em Série com Câmera Única e Melhor Roteiro para Série de Comédia. "Christmas Party" foi assistido por 9,7 milhões de espectadores, tornando-se, na época, o episódio de maior audiência da temporada.

## Sinopse
Os funcionários realizam um amigo secreto na festa de Natal. Jim Halpert tirou o nome de Pam Beesly e deu a ela um bule de chá cheio de lembranças e uma carta pessoal. Michael Scott comprou um iPod de US$ 400 como presente para Ryan Howard, excedendo muito o limite de US$ 20. Ele fica decepcionado com a luva de forno que recebe de Phyllis Lapin e muda a brincadeira, permitindo que os membros roubem os presentes uns dos outros. Isso causa confusão, pois muitos são específicos para o destinatário original. A equipe compete pelo iPod, inclusive Pam, deixando Jim decepcionado.
O presente de Jim acaba com Dwight Schrute. Ele tenta convencê-lo a fazer uma troca ou comprá-lo, mas Dwight se recusa, dizendo que planeja utilizá-lo para limpeza nasal. No fim, Pam decide substituir o iPod pelo bule de Jim, depois que seu noivo Roy diz que estava planejando comprar o dispositivo. Enquanto analisa seu presente, Jim esconde a carta no bolso.
Depois de estragar o humor de sua equipe, Michael desobedece a política da empresa e compra vodca. Todos se divertem, com exceção de Angela Martin, que está furiosa por não receber reconhecimento por seus esforços na organização, assim como por Kelly beijar Dwight, com quem está namorando secretamente. A festa termina com Meredith Palmer bêbada se expondo a Michael, que tira uma foto e depois vai embora.

## Produção

### Roteiro

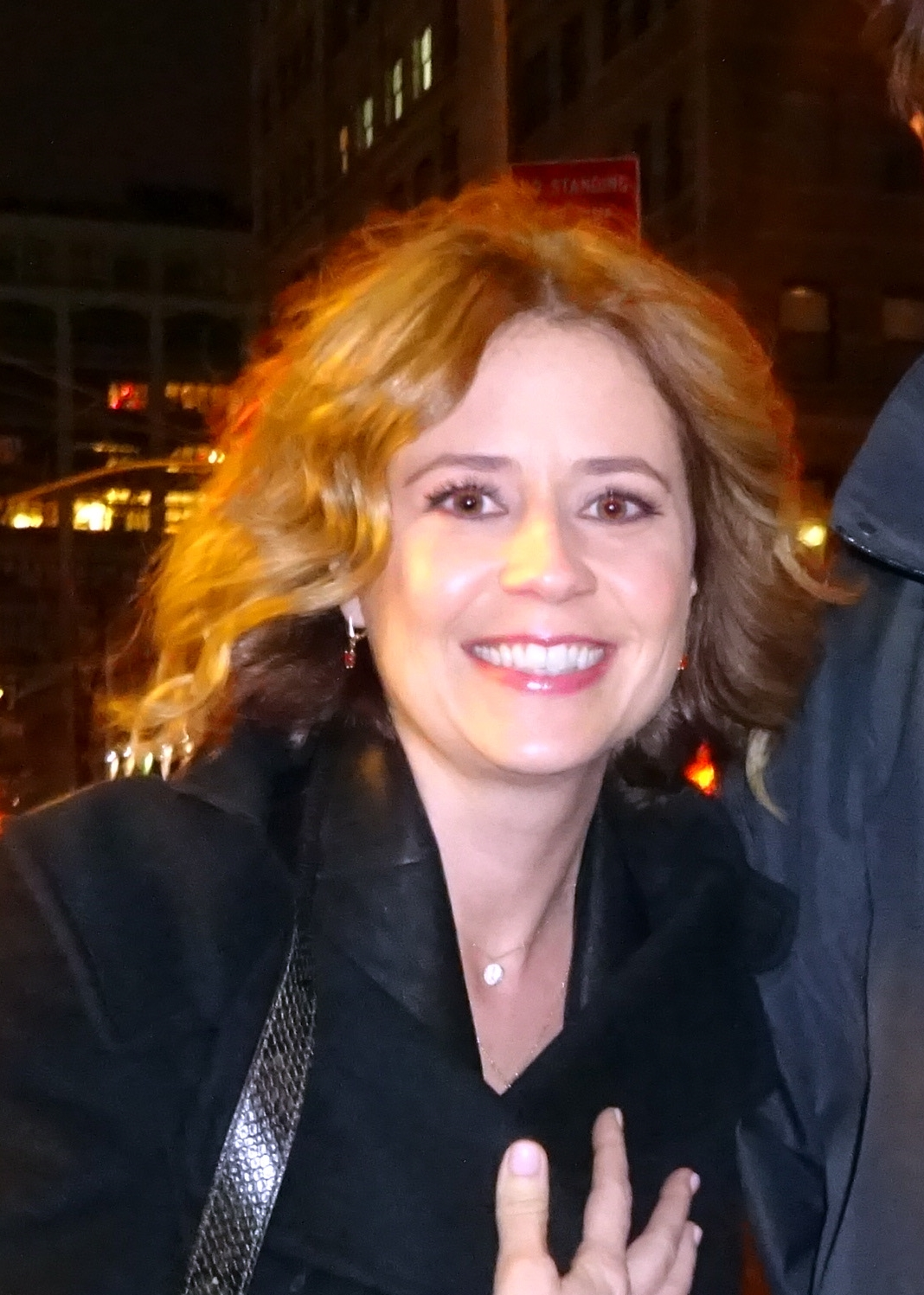
Jenna Fischer foi autorizada a escolher o bule usado no episódio.

"Christmas Party" foi escrito por Michael Schur, que interpreta Mose e esteve três vezes nessa ocupação, após "The Alliance" da primeira temporada e "Office Olympics". B. J. Novak observou mais tarde que, em comparação com o episódio anterior de Schur, a "força motriz do caos" nessa exibição é o desejo de Michael fazer todos os seus trabalhadores "felizes", em vez de ser "um idiota". A cena em que Dwight liga o pisca-pisca, apenas para o escritório ficar decepcionado com a iluminação, foi baseado em um momento real que Schur e sua esposa vivenciaram em sua primeira celebração juntos. Ele baseou as sequências da festa no filme Rushmore. Em The Office é apresentado "pequenos grupos de pessoas conversando entre si" e isolados. O trecho que Meredith fica despida para o gerente foi baseado em uma experiência real que o pai de Greg Daniels teve em um antigo emprego. A temática natalina foi sua sugestão, então o produtor utilizou essa situação.
Daniels não tinha certeza de como nomear a brincadeira de roubar presentes. Em inglês, alguns termos são usados para descrever o jogo — incluindo "elefante branco" e "barganha ianque" —, ele então acrescentou ambos no roteiro para "cobrir todas as regiões do país". Schur estabeleceu uma sequência para preservar a continuidade do episódio. Os presentes apresentados incluem Toby dando a Angela um pôster gigante com bebês, Kelly dando a Oscar um rádio de chuveiro, Michael comprando um iPod para Ryan, Kevin comprando uma banheira para si mesmo, Creed dando uma camisa velha para Jim, Oscar comprando um chaveiro irlandês para Creed e Jim comprando um bule de chá para Pam. Esse último foi escolhido porque precisava caber outros objetos dentro dele, assim como algo que Dwight poderia usar mais tarde. Fischer foi autorizada a escolher sua aparência, optando por um azul-petróleo, por ser a cor favorita de seu então marido James Gunn. Posteriormente, ela relembrou que os fãs sempre perguntam o que Jim disse no bilhete. Fischer afirmou que o próprio John Krasinski escreveu a nota e que o conteúdo é "um segredo". O personagem finalmente entrega a carta no penúltimo episódio da nona temporada, "A.A.R.M.".  Em uma gravação de 2020 do podcast Office Ladies, Fischer revelou que o texto era uma mensagem pessoal de Krasinski sobre o que seu tempo no programa significava para ele.
Os roteiristas queriam que Michael "desse um presente legal que os colegas de trabalho mais tarde ficariam ressentidos". Por fim, decidiram que ele compraria um iPod para Ryan. A Apple Inc. recebeu mais de quatro minutos de publicidade para o dispositivo, apesar de a empresa não ter pago pela veiculação. O pôster que Toby dá para Angela foi criado pela equipe de adereços do programa. As duas crianças no pôster foram escolhidas por uma agência de talentos. Naya Soto está posicionada à esquerda. Schur revelou nos comentários do DVD que Stanley comprou a placa de identificação de Kelly, as tintas de paintball de Dwight eram destinadas a Phyllis, Meredith comprou copos para Dwight, Ryan escolheu um livro de contos para Toby, Angela comprou uma moldura para Stanley e Pam fez um desenho para Meredith. Esse último foi inicialmente feito por um artista da equipe, mas os produtores sentiram que não era capaz de capturar o "lado feminino" de Pam e, por isso, várias jovens foram convidadas para desenhar o edifício. Um deles foi escolhido e apareceu na exibição posterior "Boys and Girls".

### Filmagem

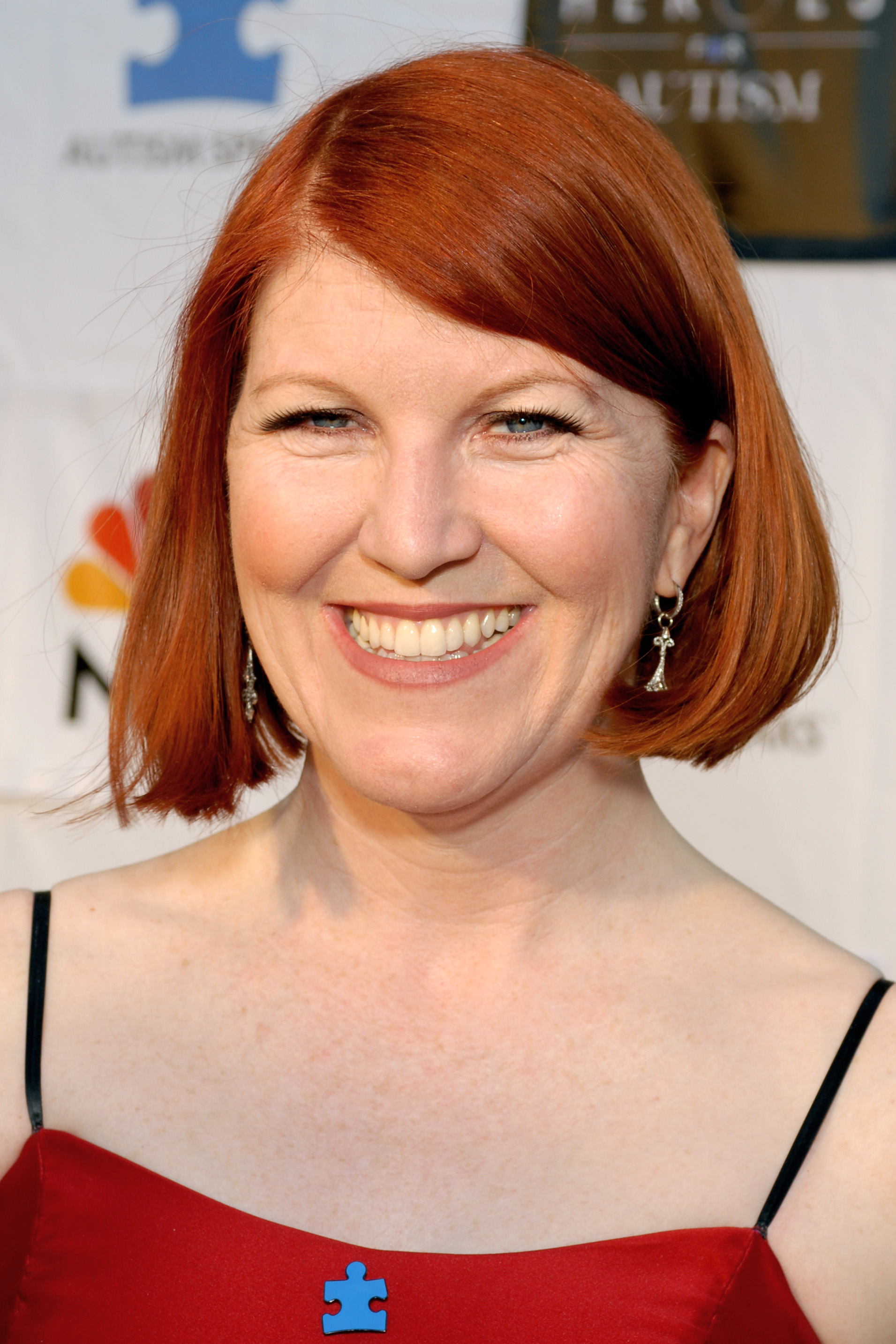
Kate Flannery protagoniza a cena final, exibindo os seios para Michael.

"Christmas Party" foi dirigido por Charles McDougall, sua primeira vez na série. De acordo com Kinsey, para definir o humor dos personagens, ele começava cada cena dizendo "todos felizes, Angela chateada!". McDougal buscou trazer movimento à cena do amigo secreto, já que era uma sequência em grande parte estática. A abertura foi filmada quatro vezes diferentes e em quase todas a árvore "atravessou o teto e quase atingiu Steve Carell". O momento em que Angela começa a chorar quando a festa se torna um caos foi baseada em um trecho deletado do episódio anterior "The Fire", em que ela chora durante uma entrevista devido ao estresse. A neve era falsa e foi criada por uma empresa especializada. Daniels inicialmente ficou preocupado com isso, mas ficou satisfeito com os resultados finais. Segundo Fischer, no último dia de filmagem, o elenco teve uma guerra de bolas de neve real que ela chamou de "momento mágico".
Para tornar suas cenas mais reais, Phyllis Smith se forçou a chorar por 30 minutos entre as tomadas. Muitos membros do elenco perguntaram o que havia ocorrido, mas ela se recusou a falar para permanecer na personagem. Antes de gravar, os escritores pesquisaram as leis locais da Pensilvânia e descobriram uma que exige que um vendedor de bebidas alcoólicas use gravata. Assim, a série apresenta o funcionário da loja usando gravata. Vários momentos foram improvisados. Quando Angela Kinsey joga com raiva as lâmpadas de Natal na parede, ela não conseguiu quebrá-las, então decidiu pisoteá-las. Kate Flannery improvisou sua fala sobre não beber durante a semana.
Durante o trecho de nudez, Carell disse a Flannery que "não estava olhando" para seus seios; em vez disso, ele focou em sua clavícula. Apesar disso, ela não estava completamente despida, pois usou tapa-sexo. O momento foi repetido diversas vezes; Flannery admitiu que as filmagens foram excruciantes e que parecia que estavam gravando por 14 horas. Para preservar a atriz, os monitores foram desligados e o cartão de memória da câmera digital foi removido. Carell realmente tirou fotos durante a festa. Todas foram divulgadas na internet.
O DVD da segunda temporada contém uma série de cenas deletadas deste episódio. Os mais notáveis incluem Oscar e Creed movendo uma mesa, Dwight dizendo que prefere o jeito como os humanos dão presentes à maneira dos ursos, ele declarando que Phyllis levará um acompanhante para a festa e Pam não, Kevin cantando "Christmas in Hollis" de Run DMC, Oscar declarando que não ficou feliz com o rádio de chuveiro porque Kelly lhe deu a mesma coisa no ano anterior, Toby e Kelly fazendo uma troca e Michael explicando que o Natal é sobre ver as pessoas invejarem os presentes que você dá aos outros.

## Recepção
"Christmas Party" foi ao ar originalmente em 6 de dezembro de 2005 nos Estados Unidos, pela NBC. Recebeu uma classificação de 4,3/10% entre adultos de 18 a 49 anos. Isso significa que foi visto por 4,3% de todos nessa faixa etária e 10% de todos aqueles que assistiam à televisão no momento da transmissão. A exibição liderou, entre homens e mulheres, no grupo de 18 a 23 anos e também em todas as faixas masculinas. Foi assistido por 9,7 milhões de espectadores, tornando-se, na época, o episódio de maior audiência da temporada. Quando foi reexibido em 28 de dezembro recebeu uma classificação de 3,2/8% e foi visto por mais de 6,5 milhões de pessoas, ficando em primeiro lugar entre 18 a 34 anos.
O episódio recebeu avaliações amplamente positivas dos críticos de televisão. M. Giant, da Television Without Pity concedeu uma nota "A". Matt Fowler, do IGN, o nomeou como o segundo melhor especial de Natal da série, chamando-o de "um clássico cheio de alegria natalina" com "uma das melhores experiências cômicas de todos os tempos". The Cincinnati Post nomeou a exibição, e especificamente a cena em que Michael muda de brincadeira, como um dos "destaques do feriado" de 2005. Além disso, o episódio foi indicado a dois prêmios Primetime Emmy, nas categorias Melhor Edição em Série de Câmera Única e Melhor Roteiro para Série de Comédia.
Erik Adams do The A.V. Club concedeu um "A−" e elogiou a apresentação no estilo vinheta, observando que "funciona a favor do programa". Também gostou da caracterização de Michael, escrevendo que isso lhe permitiu "se entregar a algum comportamento semelhante ao de David Brent sem que isso parecesse uma imitação sem graça ou uma ruim". No final, ele comentou que a gravação deu início à tradição de The Office entregar episódios geralmente fortes com temas natalinos.
Várias falas do episódio foram recebidas com elogios. Fowler escolheu a citação do gerente regional se desculpando pelo aniversário de Jesus ser "tão sem graça" como a melhor. O TV Fanatic também analisou várias declarações. O portal classificou como cinco de cinco Kevin desanimado com o amigo secreto, Dwight afirmando que "barganha ianque" é como Maquiavel do Natal e a pergunta de Michael se 15 garrafas de vodca são suficientes "para deixar 20 pessoas de fogo".